# Daniel Francis Feehan
Daniel Francis Feehan (* 24. September 1855 in Athol, Massachusetts, USA; † 19. Juli 1934) war ein US-amerikanischer Geistlicher und römisch-katholischer Bischof von Fall River.

## Leben
Daniel Francis Feehan empfing am 29. Dezember 1879 das Sakrament der Priesterweihe für das Bistum Springfield. Vor seiner Ernennung zum Bischof war er zuletzt Pfarrer von St. Bernard’s in Fitchburg.
Am 3. Juli 1907 ernannte ihn Papst Pius X. zum Bischof von Fall River. Der Bischof von Springfield, Thomas Daniel Beaven, spendete ihm am 19. September desselben Jahres die Bischofsweihe; Mitkonsekratoren waren der Bischof von Providence, Matthew Harkins, und der Bischof von Hartford, Michael Tierney.
In seiner Amtszeit gründete er 36 Pfarreien und ein Wohlfahrtsbüro. Besonderes Augenmerk legte er auf die diözesanen Einrichtungen für die Kinderbetreuung.